# Université de coopération d'Azerbaïdjan
L'Université de coopération d'Azerbaïdjan est un établissement d'enseignement supérieur à Bakou, en Azerbaïdjan.

## Histoire
L'Université de coopération d'Azerbaïdjan a été fondée en 1930. L'université compte environ 4 500 étudiants.

## Facultés et départements
- Finance
- Économie
- Marketing et gestion
- Expertise et technologie
- Économie et commerce mondiaux
- Faculté d'éducation
- Faculté de gestion
- Comptabilité et organisation industrielle[3]